# Hey Clockface
Hey Clockface è il 31° album in studio del cantautore britannico Elvis Costello, pubblicato nel 2020.

## Tracce
1. Revolution #49 – 2:41
2. No Flag – 3:56
3. They're Not Laughing at Me Now – 4:26
4. Newspaper Pane – 4:10
5. I Do (Zula's Song) – 3:49
6. We Are All Cowards Now – 3:36
7. Hey Clockface / How Can You Face Me? – 2:56
8. The Whirlwind – 3:17
9. Hetty O'Hara Confidential – 4:14
10. The Last Confession of Vivian Whip – 2:59
11. What Is It That I Need That I Don't Already Have? – 3:46
12. Radio Is Everything – 4:25
13. I Can't Say Her Name – 2:57
14. Byline – 2:40

Bonus Track Edizione Giapponese
1. Phonographic Memory – 4:05